# Galanta
Galanta (în maghiară Galánta) este un oraș din Slovacia. La recensământul din 2001 au fost numărați 16.778 de locuitori, din care 9.877 slovaci (60,4%), 6.022 unguri (36,8%), 175 țigani și 114 cehi.
Vezi și: Listă de orașe din Slovacia

## Demografie
| An:                | 1994   | 2004   | 2014   | 2024   |
| ------------------ | ------ | ------ | ------ | ------ |
| Număr de persoane: | 16.823 | 16.000 | 14.977 | 15.358 |
| Diferență:         |        | −4,89% | −6,39% | +2,54% |

| An:                | 2023   | 2024   |
| ------------------ | ------ | ------ |
| Număr de persoane: | 15.339 | 15.358 |
| Diferență:         |        | +0,12% |